# Broch von Tirefour

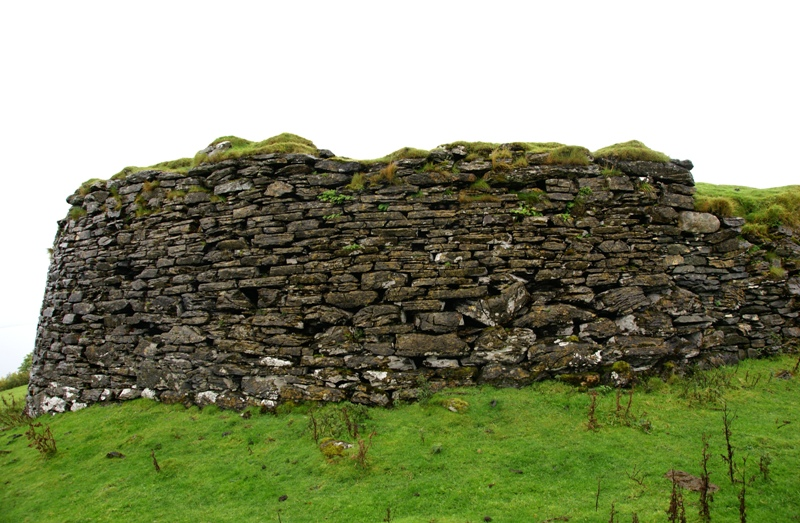
Tirefour Broch

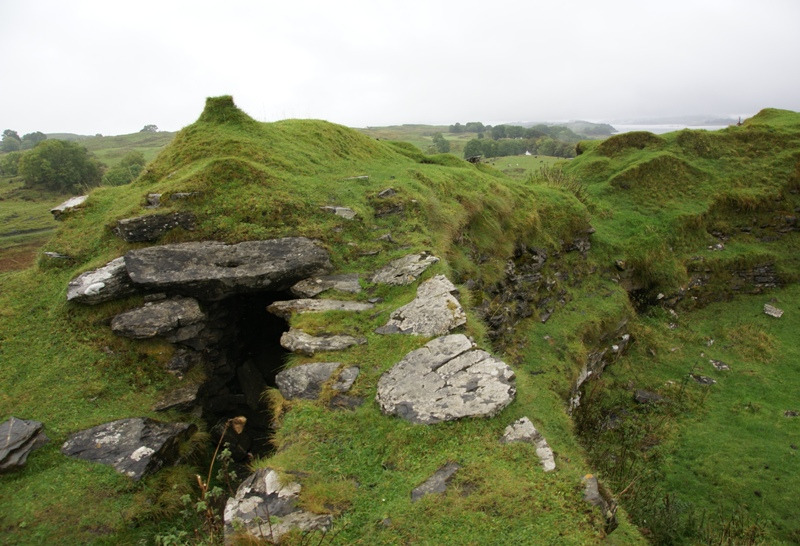
Tirefour Broch Blick in die Mauer

Der Broch von Tirefour (auch Lynn of Lorn genannt) liegt unweit von Oban auf der Insel Lismore, in Argyll and Bute in Schottland.
Es besteht eine Fährverbindung von Oban nach Achnacroish in der Inselmitte. Der Broch, der zu den besterhaltenen der Region gehört, liegt etwa fünf Kilometer nordwestlich des Hafens in Küstennähe. 
Der runde Broch liegt auf einem lang gestreckten Kalksteinkamm und hat etwa 12,2 m Durchmesser. Seine Wände aus Trockenmauerwerk sind unten etwa 4,5 m dick und ragen drei Meter, stellenweise sogar 4,9 m auf. Der Innenraum ist mit den Trümmern der Wände übersät. Die innere Wand wird in etwa 2,5 m Höhe dünner und bildet ein umlaufendes Podest von 0,6 m Breite. Es wird angenommen, dass sich hier eine hölzerne Plattform befand. Unterhalb der Kante, liegt an der Nordseite ein 1,0 m breiter, verschütteter Zugang, der zu einer Wandzelle oder Treppe führte. Die Überreste der intramuralen Galerie, die der verbesserten Statik des Bauwerkes dient, können bis etwa 2,7 m über dem Boden erkannt werden. Der gerade Zugang zum Broch liegt auf der Südwestseite und ist 1,4 m breit. Es gibt Außenwerke im Nordosten und Südwesten, die aus quer über den Bergrücken verlaufenden Mauern bestehen. Die Mauer im Südwesten ist ähnlich der anderen und an der Basis drei Meter dick. Sie verjüngt sich auf bis zu 1,1 m in der Höhe. Es gibt nur in dieser Mauer einen Durchgang, der in Linie mit dem Zugang zum Broch liegt.
Der Broch von Tirefour ist ein Scheduled Monument.